# Atanumlema
Atanumlema (Átanum-lema, Atanum), maleno Shahaptian pleme po jeziku srodni Yakimama i Klickitatima. Prema Spieru (1936), oni su ogranak Yakima Indijanaca, a živjeli su na Ahtanum Creeku (Atanum Creek) u Washingtonu, na području današnjeg okruga Yakima. Swanton misli kako bi ih možda trebalo dodati skupinama Kilckitat.
Ova malena skupina završila je zajedno s ostalim Yakima Indijancima na rezervatu Yakima, gdje još možda imaju potomaka.

## Vanjske poveznice
- Atanumlema Indian Tribe History